# Eugène Chigot
Pour les articles homonymes, voir Chigot.
Eugène Chigot, né le 22 novembre 1860 à Valenciennes et mort le 14 juillet 1923 dans le 16e arrondissement de Paris, est un peintre français.

## Biographie

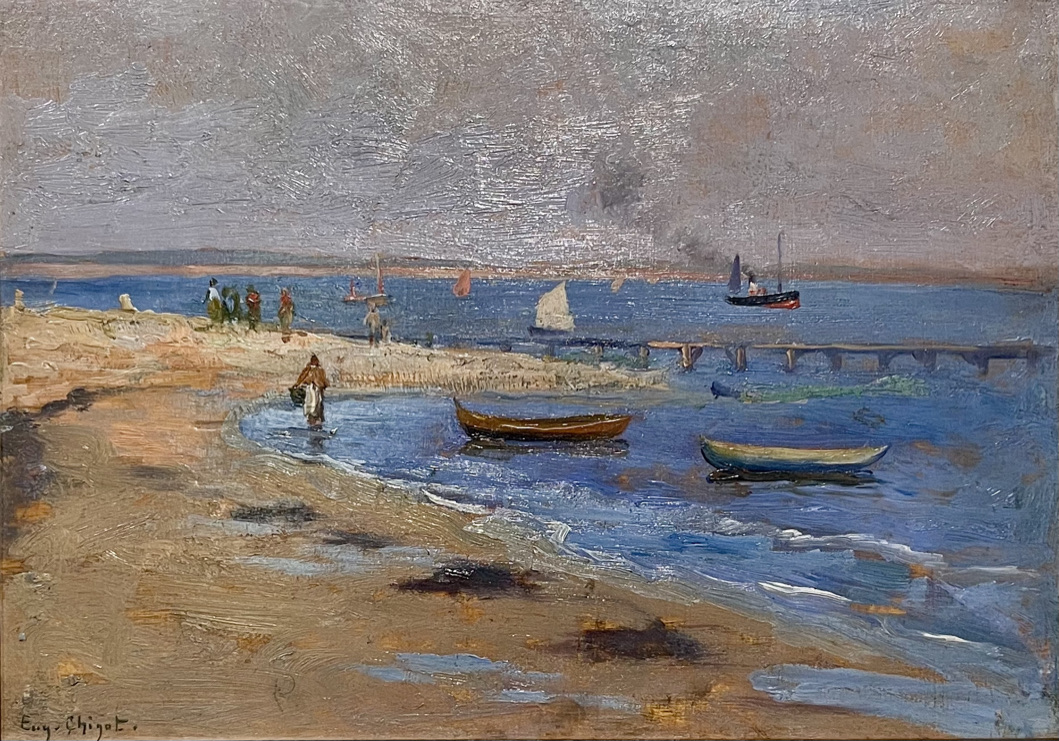
Bateau à vapeur, pointe du Touquet, vers 1890.

Eugène-Henri-Alexandre Chigot naît le 22 novembre 1860 à Valenciennes du mariage d'Alphonse Chigot, artiste peintre et de Pauline Caroline Sabine Dubreuille.
Il entre en 1872 au collège Notre-Dame des Dunes de Dunkerque où il rencontre Henri Le Sidaner avec qui il se lie d’amitié. Ne souhaitant pas poursuivre ses études, il revient à Valenciennes et se forme à la peinture dans l'ateier de son père. C'est Alfred Roll qui, de passage à Valenciennes et voyant un de ses tableaux, convainc son père de l'envoyer à Paris. En 1881, il est admis à l'École des beaux arts de Paris où il reçoit l’enseignement d'Alexandre Cabanel mais également de Paul Vayson et de Léon Bonnat. Il y obtient la 1re médaille d'esquisse.
Rejoignant, à Étaples, son ami Henri Le Sidaner et l'école des peintres d'Étaples, Eugène Chigot s'y installe en 1887. Il y fonde une sorte d'atelier qui fera école, appelé Villa des Roses. Il y demeure une vingtaine d'années, effectuant des séjours à Paris-Plage. Il s'investit également dans la vie culturelle de la jeune station balnéaire.
Touchant une bourse, Eugène Chigot effectue ensuite une série de longs voyages qui le mène en Espagne où il demeure pendant l'année 1887, en Italie et en Hollande.
En 1891, il est nommé peintre officiel du ministère de la Marine.
En 1892, alors qu'il vient d'être élu conseiller municipal de la commune d'Étaples, il décide d'organiser une exposition de peinture placée sous le haut patronage de Léon Bourgeois, ministre de l'Instruction publique et des Beaux-arts. Celle-ci se tient du premier dimanche d'août au 10 octobre dans le nouvel hôtel de ville. Elle rassemble les œuvres de 53 artistes dont la majorité vient de l'école des peintres d'Étaples mais, à côté de ces peintres, on trouve Joseph Bail, Pierre Billet, Eugène Boudin, Georges Cain, Adrien Demont, Henri Duhem et Marie Duhem, Georges Maroniez, Albert Siffait de Moncourt, Francis Tattegrain, Paul Vayson ainsi que les sculpteurs Marie Fresnaye de Marenla et Édouard Lormier. Cette première exposition est accompagnée de nombreuses festivités. Par cette exposition, Eugène Chigot a donné une formidable impulsion à la colonie d'Étaples. Par la suite, cette exposition se déroule à Paris-Plage.
En 1893, il s'installe à Berck. Il y réalise Le Soir à Merlimont qu'il envoie au Salon des artistes français de 1893. Il revient à Étaples jusqu'en 1895 puis s'installe trois ans à Paris-Plage, villa Saint-Josse, à l'angle de la rue de Paris et la rue de la Lune. En 1898, il part, pour près de cinq ans, habiter à Dunkerque.
En 1903, il participe à la fondation du Salon d'automne, où il sera membre, et rejoint la Société des artistes français en tant que membre du comité et du jury. 
En 1908, il s'installe à Paris, rue de Bagneux, mais il partage son temps entre son atelier parisien et Petit-Fort-Philippe, sur la rive de l'Aa où il a fait construire un chalet en bord de mer pour y peindre.
Eugène Chigot fut un grand voyageur, il peignit de nombreux ports, navires et littoraux européens. Quelques-unes de ses toiles se détachent du thème maritime académique pour traiter de scènes rurales, parfois délicates, dans un style intimiste et presque fauve.
Il meurt le 14 juillet 1923 au no 17 de la rue Berton dans le 16e arrondissement de Paris et est domicilié au no 9 de la rue de Bagneux aujourd'hui disparue. Le Salon d'automne de cette même année lui rend hommage par une retrospective. Il est inhumé au cimetière Saint-Roch de Valenciennes en présence de Félix-Alexandre Desruelles et de son ami de toujours, Henri Le Sidaner.
En 2023, à l'occasion du centenaire de sa mort, le musée de la marine et la « Maison du port départemental » d'Étaples présente l'exposition « Eugène Chigot Peintre de la Côte d'Opale » qui se déroule du 24 juin au 31 décembre 2023.

## Exposition d'art

### Salon des artistes français
Eugène Chigot est admis au Salon des artistes français dès 1883 avec deux aquarelles et un portrait de son père. Après son installation à Étaples, il envoie en 1887 au Salon une marine de 250 × 400 cm intitulée La Pêche interrompue qui reçoit une mention honorable et lui vaut une bourse de voyage. Puis d'autres œuvres suivront au Salon comme, en 1890, La Prière du soir (musée de Lille) ; en 1892, Échouage par gros temps (musée d'Amiens) ; en 1893, Le Soir à Merlimont ; en 1896, La Procession de Saint-Josse (musée d'Arras) ; en 1918, présentation d'œuvres de guerre. Jusqu'à sa mort en 1923, il y est présent avec, au total, une quarantaine d'œuvres exposées au Grand Palais.

### Salon d'automne
Le Salon des artistes français enregistrant, vers 1900, une baisse de notoriété, Eugène Chigot participe, en 1903, à la création du Salon d'automne où il expose trois tableaux. Le Salon, installé au Grand Palais, est inauguré en 1904, il y expose une dizaine de tableaux. Il participe aux Salons de 1905, 1906, 1909 et 1913. Il expose également au Salon d'hiver de 1913 et 1914 avec quatorze tableaux.

### Salons régionaux et expositions
Eugène Chigot participe à de nombreux Salons régionaux et à des expositions privées comme à Besançon, Douai, Dunkerque, Le Havre, Lille, Lyon, Mulhouse, Nantes, Roubaix et Rouen.

### Galerie Georges Petit
Comme d'autres grands artistes, en 1905, il propose, à la galerie Georges Petit, une exposition personnelle composée de 55 tableaux retraçant sa production. Il y reviendra pour des expositions collectives en 1917, 1919 et 1920. Il exposera également à la galerie Rivaud en 1903, à la galerie Devambez en 1910 et 1913 ainsi qu'au Cercle Volney de 1911 à 1913.

## Vie privée
Eugène Chigot se marie, avec Marthe Marie Mathilde Colle, le 4 avril 1893 à Lille, ils ont deux enfants Mathilde et Paul Louis nés à Étaples, respectivement en 1894 et 1906.
Son fils, Paul Louis, membre de l'Académie de Médecine, alors chef du service de chirurgie à l'hôpital Trousseau, a supervisé en 1955 la première greffe du doigt réussie sur le fils de Maurice Boitel, alors âgé de sept ans. Aujourd'hui, Eugène Chigot possède de nombreux descendants notamment à Paris et en Loire-Atlantique.

## Distinctions
Eugène Chigot est nommé chevalier dans l'ordre national de la Légion d'honneur en 1895, puis promu au grade d'officier du même ordre en 1912. Il est fait officier d'académie en 1890.

## Hommage
Pour rendre hommage à Eugène Chigot, la municipalité d'Étaples a donné son nom à une voie :  la rue Eugène Chigot.

## Collections publiques
- Étaples, musée Quentovic d'Étaples :  
  - Échouage par gros temps, 1892, huile sur toile, 54 × 81 cm[7] ;
  - Voiliers en baie de Canche, huile sur toile, 54 × 65 cm[8] ;
  - Le maire d'Étaples, huile sur toile, 46 × 33 cm[9] ;
  - Prière du soir, 1894, huile sur toile, 46 × 33 cm[10] ;
  - La Part-Dieu, 1896, acquisition de la commune en 2023[11].
- Le Touquet-Paris-Plage, musée du Touquet-Paris-Plage - Édouard Champion : 
  - 9, rue de Bagneux (maison de l'artiste), 1909, huile sur toile, 65 × 100 cm, don du docteur Chigot ;
  - Portrait de marin, 1887, huile sur toile ;
  - Vente de poissons sur la plage, 1893, huile sur toile[12].

## Galerie

Œuvres d'Eugène Chigot
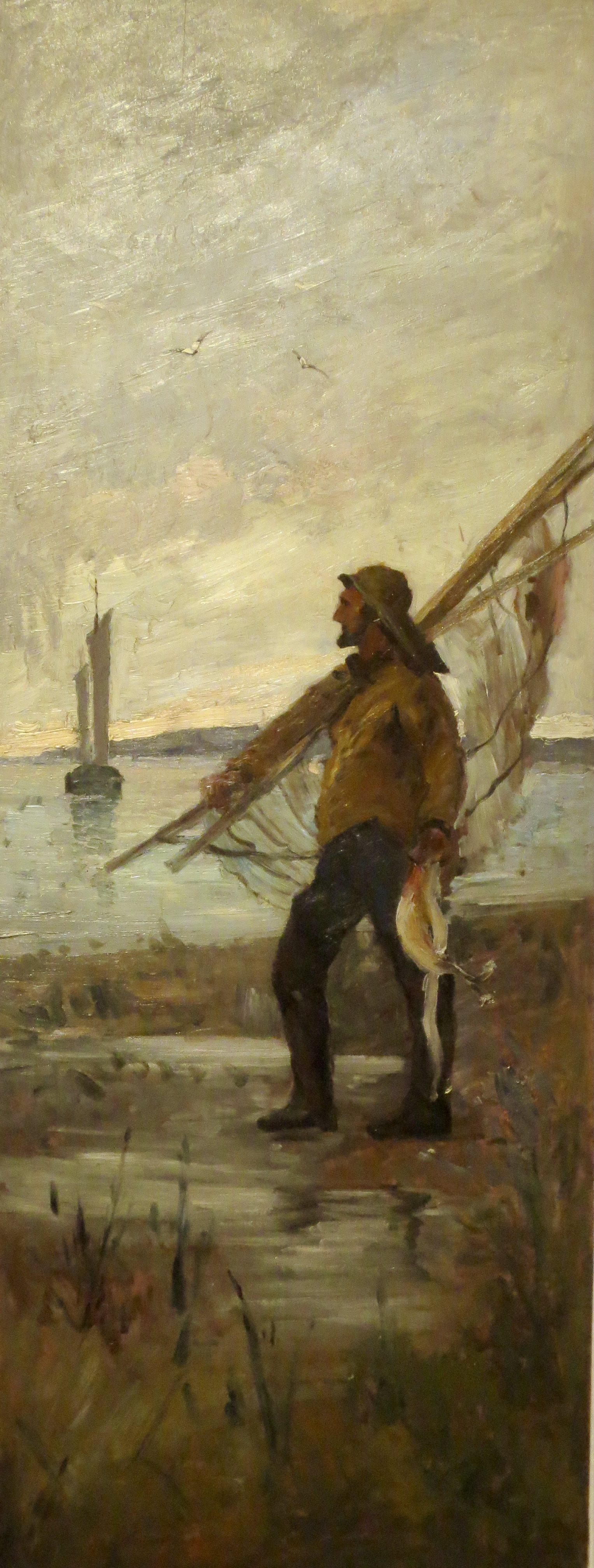
Portrait de marin, 1887.
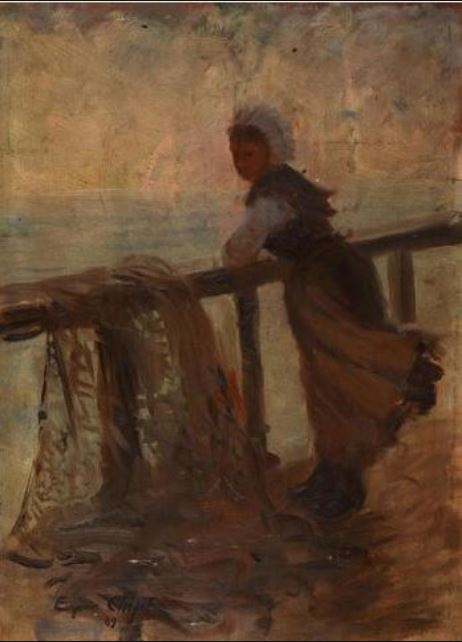
Pêcheuse en Bretagne, 1889.
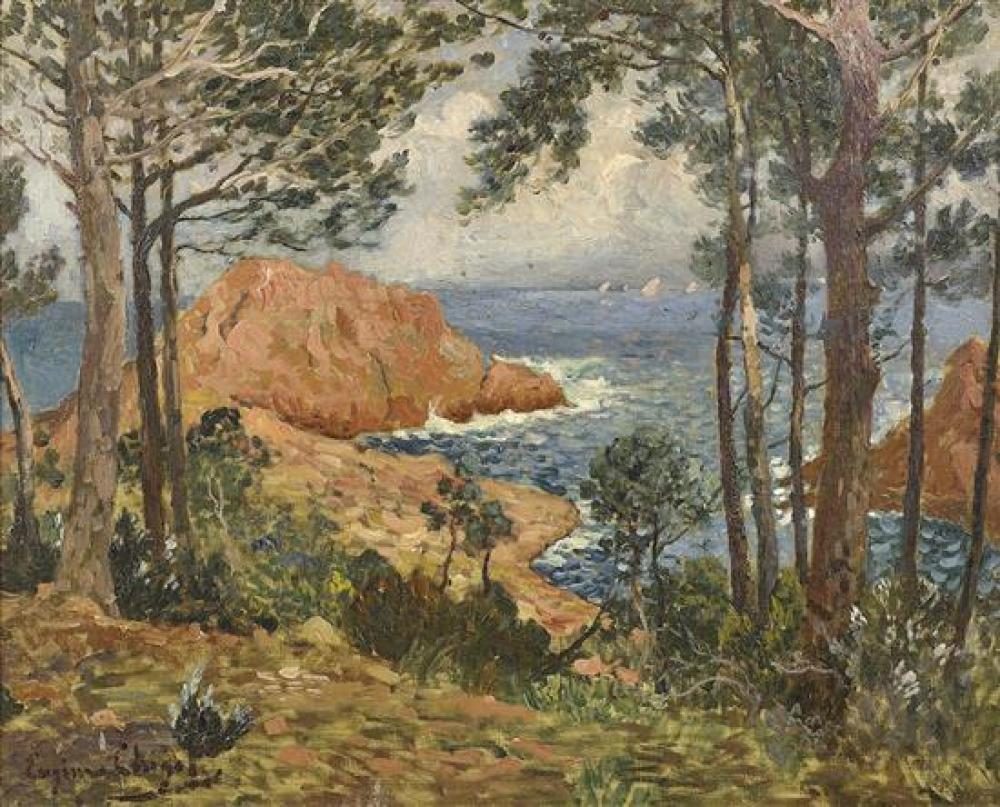
Les Roches rouges, 1890.
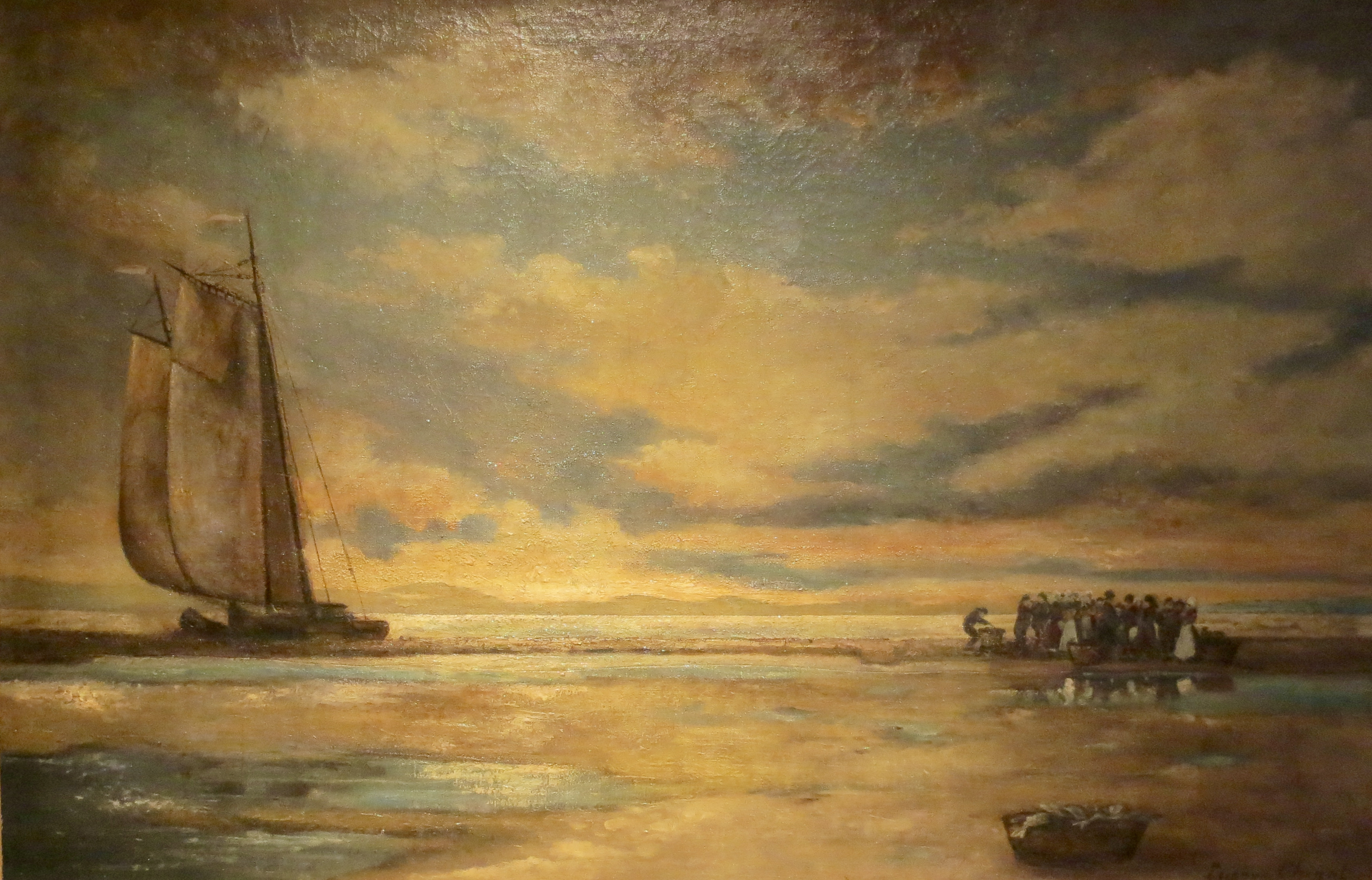
Vente de poissons sur la plage, 1893.
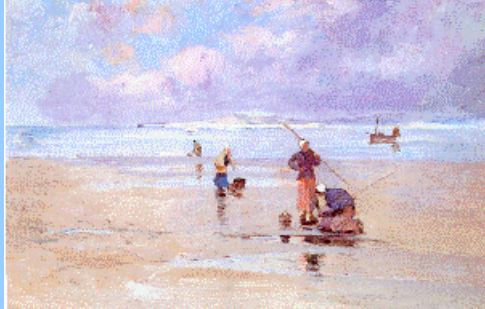
Verrotières dans la baie, 1893.
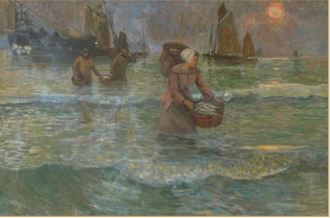
Retour de Pêche, 1893.
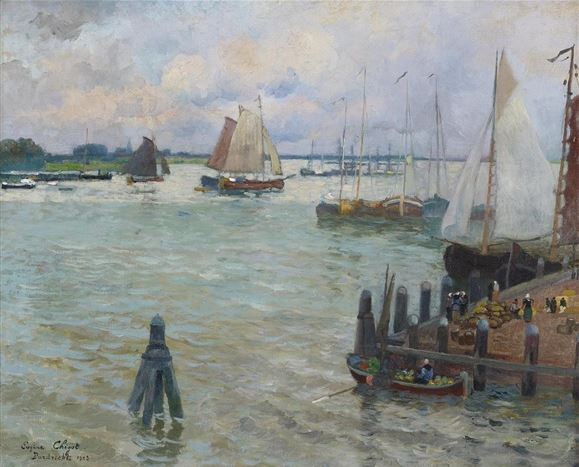
Port de Dordrecht, 1903.
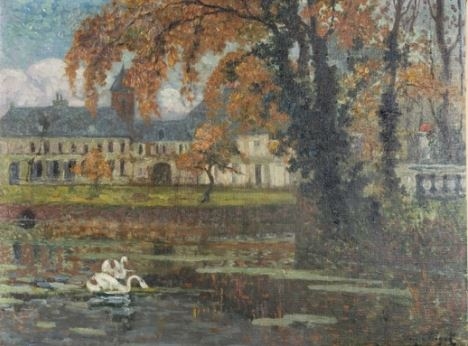
L'Étang en automne devant le château, 1903.
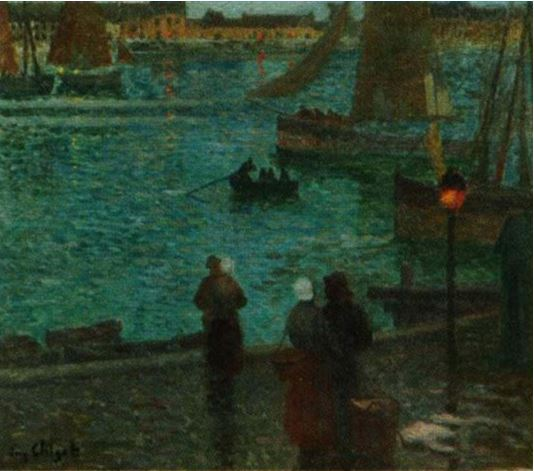
Douarnenez, retour des pêcheurs, à la nuit tombante, 1903.
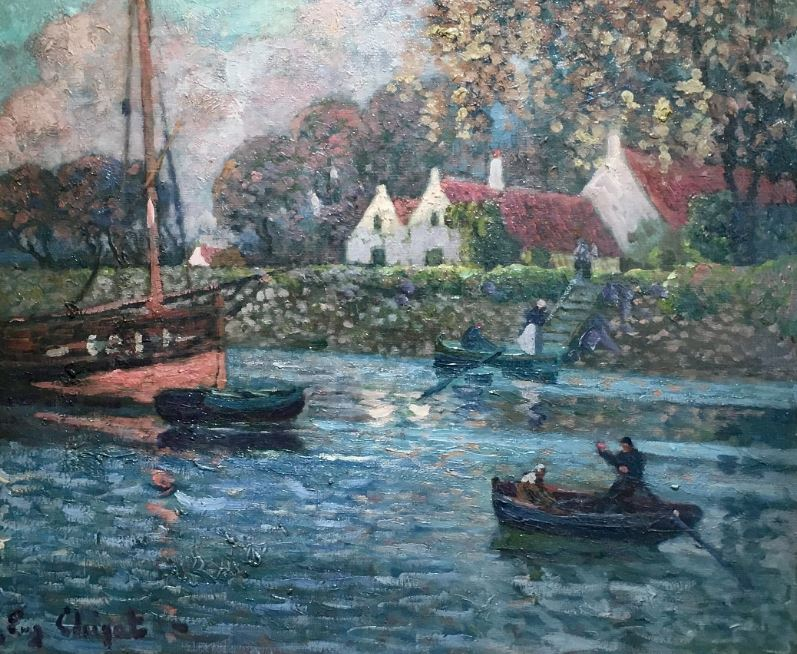
Fraipont, 1905.
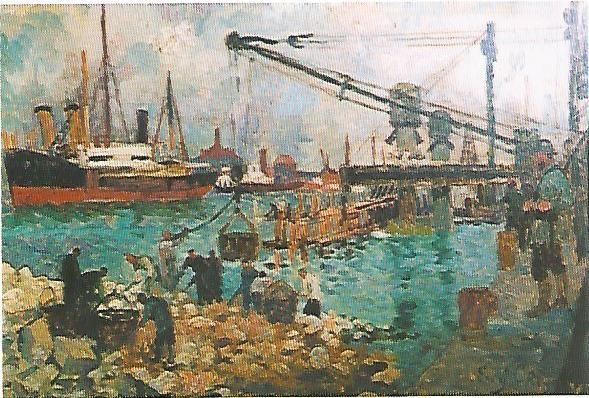
Le Port de Calais, 1917.
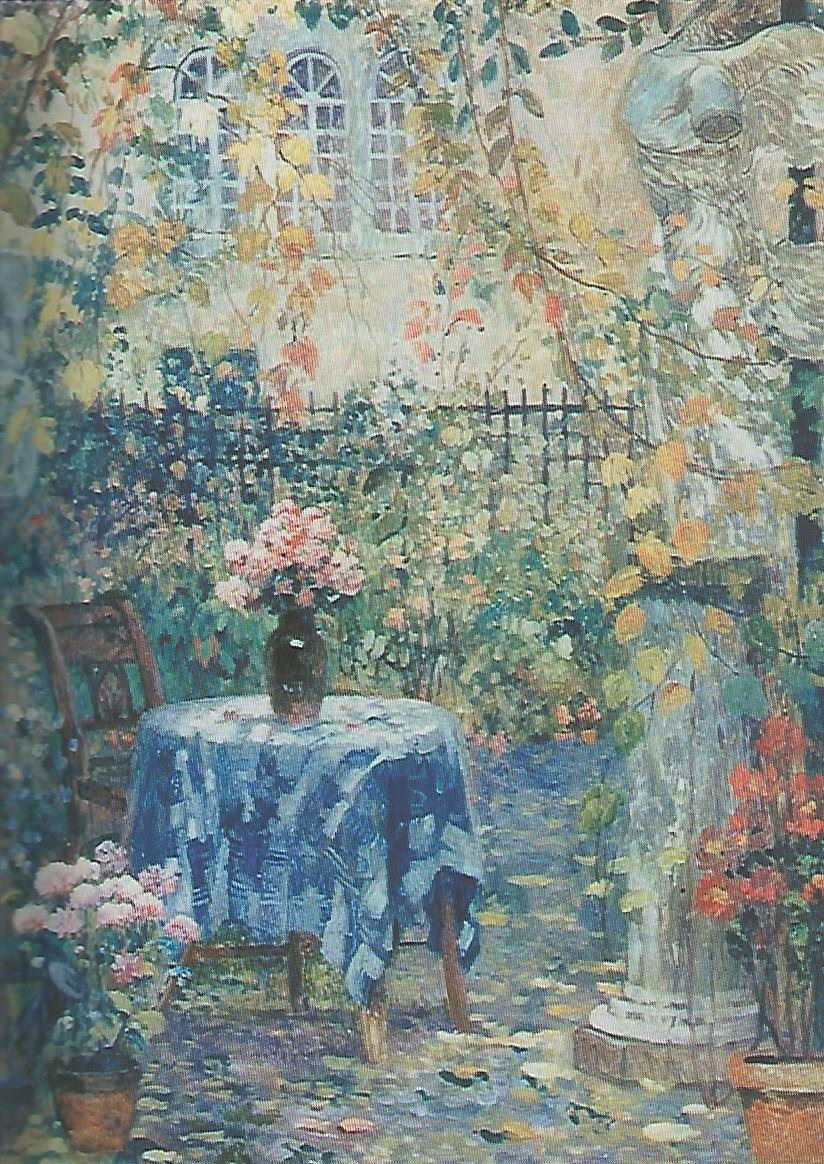
La Rue de Bagneux, 1919.

## Pour approfondir